# Gottes Werk und Teufels Beitrag
Gottes Werk und Teufels Beitrag (1985, Originaltitel: The Cider House Rules, dt. Übersetzung von Thomas Lindquist) ist ein epischer Roman von John Irving. 1999 wurde das Werk von Lasse Hallström verfilmt (siehe Gottes Werk & Teufels Beitrag); Irving selbst schrieb das oscarprämierte Drehbuch.

## Handlung
Der sechste Roman von John Irving spielt überwiegend in den 1930er bis 1950er Jahren und erzählt die Geschichte des Waisenjungen Homer Wells, der in der Obhut des äthersüchtigen Doktor Wilbur Larch, des Leiters des abgelegenen Waisenhauses Saint Cloud’s im US-Bundesstaat Maine, aufwächst. Dr. Larch, seines Zeichens Gynäkologe und erfahrener Geburtshelfer, betätigt sich nicht nur als Erzieher und medizinischer Betreuer der Waisen von Saint Cloud’s, sondern führt entgegen der damals herrschenden Gesetzeslage auch Abtreibungen durch. Er handelt dabei in der festen Überzeugung, dass Frauen die Wahl haben sollten, ein Kind auszutragen oder die Schwangerschaft abzubrechen, sofern sie adäquat informiert sind. Das Buch erzählt den Weg des Dr. Larch vom Medizinstudenten, der der Äthersucht verfällt, zum erfahrenen Arzt. Aufgrund des Todes einer Prostituierten wegen unsachgemäß ausgeführter Abtreibung entschließt er sich, selbst Abtreibungen durchzuführen, und sich damit sowohl Gottes Werk (der Frucht der Empfängnis) als auch dem Beitrag des Teufels (der Abtreibung) zu widmen. Diese Bezeichnungen dienen jedoch lediglich der Unterscheidung der Eingriffe – in St. Cloud’s sind sich alle Beteiligten einig, dass es sich sowohl bei der Geburt als auch bei der Abtreibung um das Werk Gottes handelt.
Die eigentliche Hauptperson des Romans ist aber Homer Wells, dessen Kindheit und Jugend im Waisenhaus von Saint Cloud’s ausführlich behandelt wird. Als eines der ältesten Waisenkinder äußert er nach diversen gescheiterten Adoptionsversuchen den Wunsch, im Waisenhaus zu bleiben. Dr. Larch, in seiner väterlichen Rolle, erwartet im Gegenzug, dass Homer sich „nützlich macht“. Von da an arbeitet Homer nach Kräften im Waisenhaus mit; er unterstützt Dr. Larch und seine Mitarbeiterinnen Schwester Edna, Schwester Angela und Mrs. Grogan und betätigt sich allabendlich als Vorleser für die übrigen Waisen. Die vorgelesenen Werke – David Copperfield, Große Erwartungen und Jane Eyre – finden über die gesamte Handlung des Romans hinweg Bedeutung. Unter den Waisen findet sich auch das Mädchen Melony, die einzige andere annähernd gleichaltrige Waise, mit der er als Jugendlicher erste sexuelle Erfahrungen macht. Nach und nach übernimmt Homer im Waisenhaus und dem ihm angeschlossenen Krankenhaus eine Assistentenrolle; er erhält von Dr. Larch eine fundierte medizinische Ausbildung und setzt seine immer umfangreicheren medizinischen Fähigkeiten schließlich auch selbst ein, indem er Larch bei Geburten und Abtreibungen (die er selbst missbilligt) unterstützt. Parallel unterhält Homer eine eher lieblose Beziehung zu Melony, der er auch verspricht, Saint Cloud’s nicht vor ihr zu verlassen.
Durch einen Zufall erhält der fast schon erwachsene Homer jedoch die Möglichkeit, das Waisenhaus zu verlassen und eine für ihn völlig neue Welt kennenzulernen: Der aus reichem Haus stammende Wally Worthington und seine ungewollt schwangere Verlobte Candy Kendall kommen nach Saint Cloud’s, um Dr. Larchs Dienste als Abtreibungsarzt in Anspruch zu nehmen. Homer, der sich auf den ersten Blick in Candy verliebt, bekommt von Dr. Larch und Wally die Möglichkeit eingeräumt, Wally und Candy zu begleiten, um über den Sommer in den Obstgärten der Familie Worthington in Ocean View an der Küste zu arbeiten. Homer lernt das Leben in Ocean View zu schätzen und bleibt bei den Worthingtons, wo er sich als Apfelpflücker und Mädchen für alles verdingt. Seine Kontakte zu Candy bleiben stets rein freundschaftlich; erst als Wally im Zweiten Weltkrieg als Pilot abgeschossen wird und fortan als vermisst gilt, entwickelt sich zwischen ihm und Candy eine Liebesbeziehung, die sie aber im Unklaren über Wallys Schicksal stets geheim halten. Als Candy von Homer schwanger wird, versuchen sie dies durch eine längere Reise nach Saint Cloud’s zu verbergen, wo Candy heimlich ihren Sohn Angel zur Welt bringt. Zurück in Ocean View gibt Homer vor, Angel sei eine Waise, die er adoptiert habe. Zugleich taucht Wally, der den Absturz seines Flugzeuges schwer verletzt überlebt hat, gelähmt in Burma wieder auf.
Jahre später lebt Homer immer noch in Ocean View; seine Familie sind der aus dem Krieg zurückgekehrte, immer noch körperlich behinderte Wally, Candy (die Wally inzwischen geheiratet hat und mit der Homer immer noch heimliche sexuelle Kontakte unterhält) und sein Sohn Angel. Gemeinsam führen sie die Apfelplantage, auf welcher Melony, die mittlerweile in einer langjährigen Beziehung mit ihrer Partnerin Lorna lebt, nach jahrelanger Suche auftaucht. Während ihres kurzen Besuchs erkennt sie in Angel sofort Homers und Candys Sohn und äußert ihre Enttäuschung über Homer Wells, den sie bis zu diesem Zeitpunkt für einen Helden hielt. Auf der Plantage verliebt sich der heranwachsende Angel in Rose Rose, die Tochter des farbigen Südstaatlers Mr. Rose, des Anführers einer Gruppe Wanderarbeiter. Als Angel und Candy herausfinden, dass Rose von ihrem Vater sexuell missbraucht wird und von ihm schwanger ist, überschlagen sich die Ereignisse. In St. Cloud’s erstickt der mittlerweile über neunzigjährige Dr. Larch, der sich in der Führung von Saint Cloud’s seit Jahren mit einem Treuhänderausschuss herumzuplagen hat und schon seit langem heimlich an einer Wiederkehr Homers als leitender Arzt von Saint Cloud’s arbeitet, im Ätherrausch, nicht ohne vorher alles für die Rückkehr Homers Erforderliche in die Wege geleitet zu haben. Ohne die Möglichkeit, für Rose Rose eine Abtreibung durch Dr. Larch zu realisieren, erinnert sich Homer seiner medizinischen Ausbildung und führt an Rose erstmals freiwillig eine solche durch. Rose Rose ersticht ihren Vater Mr. Rose dank ihrer von ihm erlernten Messerkünste und begibt sich mit ihrem Kind, welches sie vor dem Aufenthalt in Ocean View gebar und dessen Vater nicht Mr. Rose ist, fort von Ocean View.
Um Larchs Werk nicht untergehen zu lassen, erklärt sich Homer bereit, als vorgeblicher Dr. Fuzzy Stone die Nachfolge Dr. Larchs anzutreten. Nachdem er und Candy Wally und Angel über ihre jahrelange Beziehung und ihre Elternschaft zu Angel aufgeklärt haben, kehrt Homer alias Dr. Stone nach Saint Cloud’s zurück, um fortan die Verantwortung für das Werk Gottes und den Beitrag des Teufels zu übernehmen.

## Pressestimmen
„Im gewissen Sinn ist auch Irvings neues Werk universal. Ein Roman über die endlosen Mühen der sexuellen Emanzipation, über den langen, historischen Weg aus der Bigotterie; von einem Mann geschrieben, mit einem Mann als Held, kein bisschen feministisch und doch ein flammendes Werk für Frauen. Das mache mal einer nach.“

## Textausgaben
- John Irving: The Cider House Rules. Morrow, New York 1985, ISBN 978-0-688-03036-0 (Originalausgabe).
- John Irving: Gottes Werk und Teufels Beitrag. Diogenes, Zürich 1988, ISBN 978-3-257-01766-3 (Deutsche Erstausgabe), dt. Übersetzung: Thomas Lindquist.
- John Irving: Gottes Werk und Teufels Beitrag. Diogenes, Zürich 1990, ISBN 978-3-257-21837-4.
- John Irving: Gottes Werk und Teufels Beitrag. Gelesen von Johannes Steck, Random House Audio, München 2015, ISBN 978-3-8371-2586-3 (4 Hörbuch MP3-CDs).